# Alectryon bleeseri
Alectryon bleeseri là một loài thực vật có hoa trong họ Bồ hòn. Loài này được O.Schwartz mô tả khoa học đầu tiên năm 1927.